# Carenno
Carenno är en ort och kommun i provinsen Lecco i regionen Lombardiet i Italien. Kommunen hade 1 452 invånare (2018).